# زمین‌لرزه ۴ اکتبر ۱۹۸۷ آمریکا
زمین‌لرزه آمریکا  در تاریخ ۴ اکتبر ۱۹۸۷ میلادی، برابر با ‎۱۲ مهر ۱۳۶۶، ساعت ۱۰:۵۹:۳۸ به زمان یوتی‌سی در آمریکا رخ داد. ژرفای این زلزله ۱۱٫۳ کیلومتر بود، و بزرگی آن ۵٫۲ در مقیاس Mw اعلام شده‌است. زمین‌لرزه به وقت محلی در روز یکشنبه، ساعت ۲ روی داده و منطقه زمانی آن یوتی‌سی -۸ بوده‌است (با لحاظ تغییر ساعت تابستانی).
سازمان زمین‌شناسی آمریکا نیز رومرکز این زمین‌لرزه را در مختصات ۳۴°۰۴′شمالی ۱۱۸°۰۶′غربی / ۳۴٫۰۷°شمالی ۱۱۸٫۱°غربی و ژرفای آنرا در ۸ کیلومتر گزارش کرده‌است. بزرگی برگزیدهٔ این سازمان از میان بزرگیهای محاسبه‌شدهٔ مختلف ۵٫۶ در مقیاس ML بوده و از دید اثر، در میان چهار دسته‌بندی «نامحسوس»، «محسوس»، «زیان‌آور» یا «با تلفات»، زلزله را «با تلفات» اعلام کرده‌است.
پروژهٔ «تنسور گشتاور مرکزوار» زاویه‌های (راستا، شیب، ریک) گسل سازندهٔ زمین‌لرزه و صفحه عمود بر آنرا (°۱۴۸، °۹۰، °۱۸۰) یا (°۲۳۸، °۹۰، °۰) و نوع گسل را «امتدادلغز» فرارسانده‌است.
زمین‌لرزه هیچ کشته‌ای نداشته است.